# Gnamptogenys wilsoni
Gnamptogenys wilsoni is een mierensoort uit de onderfamilie van de Ectatomminae. De wetenschappelijke naam van de soort is voor het eerst geldig gepubliceerd in 2007 door Lattke.